# Ceratobasidiaceae
Ceratobasidiaceae es una familia de hongos del orden Cantharellales. Todas las especies dentro de la familia tienen basidiocarpos (cuerpos fructíferos) que son delgados y abundantes. En ocasiones se han incluido dentro de los hongos corticoides o alternativamente dentro de los "heterobasidiomicetos". Las especies son saprotróficas, pero algunas también son patógenos facultativos de plantas o están asociados con micorrizas de orquídeas. Géneros de importancia económica incluyen Ceratobasidium y Thanatephorus, los cuales contienen especies patógenas de plantas que causan enfermedades de cultivos comerciales y césped.

## Descripción
Las especies son principalmente saprotróficas, se encuentran en el suelo y producen cuerpos fructíferos en tallos muertos y detritos de plantas. Algunos están en hojas y tallos adheridos. Se han aislado varias especies de micorrizas de orquídeas o de cultivos enfermos y césped. La distribución parece ser cosmopolita. Varias especies de Ceratobasidium y Thanatephorus son parásitos oportunistas de las plantas, causando una variedad de enfermedades económicamente importantes de los cultivos.

## Taxonomía
La familia fue creada en 1948 por el micólogo estadounidense G.W. Martin para acomodar especies de hongos corticioides con características de heterobasidiomicetos (esterigmas alargados y basidiosporas que dan lugar a esporas secundarias). Restringió Ceratobasidiaceae al género Ceratobasidium, aunque las incluyó dentro de las especies del género y las colocó más tarde en Thanatephorus y Oliveonia. En 1981, Jülich creó el orden Ceratobasidiales para acomodar a la familia. En 1995, el orden y la familia contenían 18 géneros, incluidos Ceratobasidium, Heteroacanthella, Oliveonia, Scotomyces, Thanatephorus y sus diversos sinónimos y anamorfos.
La investigación molecular, basada en el análisis cladístico de la secuencia de ADN, ha demostrado ahora que las Ceratobasidiaceae no pertenecen a un orden separado, sino que forman parte del orden Cantharellales. Los géneros Heteroacanthella y Oliveonia no están estrechamente relacionados con Ceratobasidiaceae, por lo que se han colocado en el orden Auriculariales. Aún no se ha secuenciado ninguna especie del género Scotomyces. La investigación sobre la ultraestructura del poro septal de la especie tipo poco conocida y atípica, Ceratobasidium calosporum, indica que es un miembro de Auriculariales y no está relacionado con otras especies de Ceratobasidium. Técnicamente, esto significa que Ceratobasidiaceae pertenecen a Auriculariales, pero este es un problema taxonómico que aún no se ha resuelto.

### Géneros
- Ceratobasidium
- Ceratorhiza
- Rhizoctonia
- Scotomyces
- Thanatephorus